# Kengirské povstání

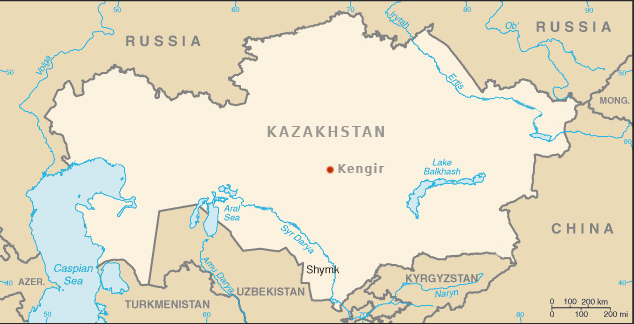
Poloha města Kengir

Kengirské povstání (Кенги́рское восстание) byla ozbrojená vzpoura vězňů sovětského gulagu, k níž došlo v roce 1954 v Kengiru (Karagandská oblast Kazachstánu). Byla po Norilském povstání druhou největší ze série nepokojů, které následovaly po smrti Josifa Vissarionoviče Stalina. Události popsal Alexandr Solženicyn v knize Souostroví Gulag, v kapitole "Čtyřicet dní Kengiru" je nicméně lživě popsána historie K.Kuzněcova, velitele vzpoury, kterého vykreslil jako nevinnou oběť odsouzenou po dezerci jemu podřízeného vojáka.
Dne 16. května 1954 bylo při pokusu o násilné vniknutí do ženské části tábora zastřeleno třináct vězňů. Jako reakce začala vzpoura mezi politickými vězni Steplagu, převážně příslušníky Organizace ukrajinských nacionalistů, které vedl Mychajlo Soroka (poprvé odsouzen k 5letému trestu už v Polsku v r. 1937), k nimž se pak přidali i kriminální trestanci, což bylo v sovětských lágrech ojedinělé. Druhého dne se velitelství rozhodlo odvolat dozorce z tábora, nad nímž převzali kontrolu povstalci. Šéfem táborové samosprávy se stal bývalý bývalý podplukovník Kapiton Kuzněcov (odsouzený za kolaboraci jako aktivní účastník německých protipartyzánských kárných akcí k 25 letům), hlavním propagandistou byl Jurij Knopmus (za kolaboraci - sloužil v německém četnictvu 371. pěchotní divize - odsouzen k 10 letům). Vzbouřenci vypouštěli draky a sestrojili vysílačku, aby informovali okolní svět o svých požadavcích. Usilovali o jednání s nejvyššími stranickými funkcionáři, potrestání strážných střílejících do vězňů, zkrácení pracovní doby a umožnění necenzurované korespondence. Došlo ke spojení mužského a ženského tábora a konaly se i sňatky. Povstání se zúčastnilo více než pět tisíc osob. Jedním z jeho svědků byl španělský lékař Julian Fuster.
Povstání skončilo 26. června 1954, kdy v ranních hodinách přijely do Kengiru tanky T-34 Sovětské armády. Násilnému obsazení tábora pořádkovými silami velel Ivan Dolgich. Podle sovětských pramenů zahynulo při potlačení povstání 37 osob, ale pamětníci z řad vězňů odhadovali počet mrtvých na zhruba 700. Následoval soud s organizátory vzpoury, sedm z nich bylo odsouzeno k trestu smrti. Kengirský tábor byl zrušen v roce 1956.